# Рятамак
Рятамак (баш. Рәтамаҡ) — село в Ермекеевском районе Башкортостана, административный центр Рятамакского сельсовета.

## Географическое положение
Расстояние до:
- районного центра (Ермекеево): 12 км,
- ближайшей ж/д станции (Приютово): 40 км.

## Происхождения названия
Рятамак — буквально означает устье реки Ря («тамак» — по-татарски устье).

## История
Село было основано башкирами Кыр-Еланской волости Казанской дороги на собственных вотчинных землях.
На карте 1737 года чуть выше устья реки Ря показана деревня Ря, которая затем стала называться селом Рятамак. Рятамакские башкиры-вотчинники дали договорную запись от 1752 года Ермеку Бейкашеву, основателю села Ермекеево.
В 1783 году припустили башкира Сафара Ишалина из Тамьянской волости с детьми: "В 1783 года июля, созвездия Льва тож, 3 дня Кыр-Еланской волости старшины Абдюкея, сына Москова, команды аула Рятамак башкирам вотчинникам дали за землю одну кобылу-пятилетку за десять рублей. Дали за то, чтобы в сем ауле Рятамаке сесть на жительство и вместе владеть землей, где те сами владеют. (Дали) Тамьянской волости Сафар, сын Ишалы, сам со своими сыновьями".
Также рятамакские башкиры-вотчинники участвовали в передаче Троицкому медеплавильному заводу в аренду земли по рекам Кидаш, Карлы, Сосновке, Стевензе. По Х ревизии в деревне Рятамак было взято на учёт 554 вотчинника, 154 припущенника. В 1906 г. действовали русско-татарское училище и две мечети, которые большевиками были уничтожены. К переписи 1920 г. вотчинники обособились от своих припущенников, их деревня Рятамак первый отстояла от Рятамак второй в одной версте. После коллективизации существовали первая и вторая колхозные бригады. Народ и поныне определяет первую часть села как башкирскую, вторую — как тептярскую (поэтому мечетей было две). В середине прошлого века Рятамак был центральной усадьбой знаменитого колхоза-миллионера «Ря». Также село славилось сильным учительским составом Рятамакской средней школы-интерната. В настоящее время на базе бывшего интерната действует детский приют.

## Население
| 2002 | 2009 | 2010 | 2012 | 2013 | 2014 | 2015 |
| ---- | ---- | ---- | ---- | ---- | ---- | ---- |
| 824  | ↗827 | ↘776 | ↘758 | ↘738 | ↘735 | ↘725 |
| 2016 | 2017 |      |      |      |      |      |
| ↗729 | ↘705 |      |      |      |      |      |

## Промышленность, транспорт и связь
В советский период был построен и действовал колхозный кирпичный завод. В настоящее время разрушен.
Автобусное сообщение имеется с райцентром село Ермекеево, с городам Октябрьский, с посёлком Приютово.
Имеется отделение Почты России, фиксированная телефонная связь и интернет от Ростелеком, доступна сотовая связь от МТС, Мегафон и БиЛайн.

## Культура
Бытовой язык общения населения татарский, при необходимости — русский. Религия в основном представлена мусульманами-суннитами. Здание сельского клуба закрыто в 2000-х годах в целях экономии бюджетных средств и в настоящее время разрушено, площадь для культурных мероприятий отведена в здании средней школы. Национальный праздник Сабантуй в последние годы не проводится в связи с банкротством хозяйствующего субъекта и отсутствием других финансовых источников.

## Образование и медицина
В селе имеются одна средняя общеобразовательная школа, детский приют на 20 мест и фельдшерско-акушерский пункт.

## Религия
Единственное культовое сооружение — действующая деревянная мечеть.

## Люди, связанные с селом
- Гарифуллин, Флорит Сагитович (1948—2010) — горный инженер. Доктор технических наук (2003). Заслуженный изобретатель РБ (2003).